# Rjódži Ikeda
Rjódži Ikeda (japonsky 池田 亮司; * 8. července 1966 Gifu) je japonský hudebník.

## Tvorba
Během své kariéry spolupracoval s různými hudebníky, mezi něž patří například Alva Noto a Mika Vainio. Věnuje se mimo jiné různým audiovizuálním instalacím. V roce 2004 se účastnil výstavy Terminal 5 v budově TWA Flight Center na Letišti JFK. Za své dílo Matrix získal v roce 2001 cenu Prix Ars Electronica. V roce 2005 složil hudbu k filmu See You at Regis Debray režiséra C. S. Leigha.
V roce 2008 vystoupil se svým programem datamatics [2.0] na Přehlídce animovaného filmu v olomouckém kině Metropol.